# هانس ليند
هانس ليند (بالسويدية: Hans Linde)‏ هو سياسي سويدي، ولد في 4 فبراير 1979 في غوتنبرغ في السويد. حزبياً، نشط في حزب اليسار. وقد انتخب عضو البرلمان السويدي ‏.